# Honda CB 750 Hornet
Die Honda CB 750 Hornet ist ein Motorrad des japanischen Fahrzeugherstellers Honda. Die Naked wurde ab 2023 mit 755 cm³ angeboten.
Auf der EICMA 2022 kündigte Honda ein neues Modell unter diesem Namen an.
Es hat einen neuentwickelten Parallel-Zweizylinder-Motor mit 755 cm³ Hubraum und 270° Hubzapfenversatz der Kurbelwelle, der bei 9500/min maximal 68 kW (91 PS) leistet. Das maximale Drehmoment von 75 Nm wird bei 7250/min abgegeben. Die Bohrung beträgt 87 mm, der Hub 63,5 mm und das Verdichtungsverhältnis ist 11,0:1. Wie auch beim Vorgängermodell wird das Antriebsmoment über eine im Ölbad laufende Mehrscheibenkupplung auf die Getriebeeingangswelle übertragen; das Getriebe hat sechs Gänge.
Es hat einen Stahlrohr-Brückenrahmen, eine Upside-Down-Federgabel mit einem Federweg von 130 mm vorne und eine Hinterrad Stahl-Kastenschwinge mit einem Federweg von 150 mm.
Mit 190 kg liegt das Gewicht des neuen Modells etwas unter dem der alten Version.